# Società Sportiva Virtus Lanciano 1924 2010-2011
Questa pagina raccoglie le informazioni riguardanti la Società Sportiva Virtus Lanciano 1924 nelle competizioni ufficiali della stagione 2009-2010.

## Rosa
| N. |                    | Ruolo | Calciatore                  |
| -- | ------------------ | ----- | --------------------------- |
|    | Italia (bandiera)  | D     | Federico Amenta             |
|    | Italia (bandiera)  | D     | Paolo Antonioli             |
|    | Italia (bandiera)  | D     | Antonio Aquilanti           |
|    | Italia (bandiera)  | P     | Vincenzo Aridità            |
|    | Italia (bandiera)  | A     | Mario Artistico             |
|    | Italia (bandiera)  | C     | Giuseppe Berardi            |
|    | Italia (bandiera)  | P     | Mauro Chiodini              |
|    | Italia (bandiera)  | D     | Tommaso Colombaretti        |
|    | Italia (bandiera)  | A     | Roberto Colussi             |
|    | Brasile (bandiera) | D     | Vinicius Fedrigo Dall'Agnol |
|    | Italia (bandiera)  | C     | Roberto D'Aversa            |
|    | Italia (bandiera)  | C     | Domenico Di Cecco           |
|    | Italia (bandiera)  | D     | Nicolas Di Filippo          |
|    | Italia (bandiera)  | A     | Francesco Di Gennaro        |
|    | Italia (bandiera)  | D     | Salvatore Ferraro           |

| N. |                       | Ruolo | Calciatore             |
| -- | --------------------- | ----- | ---------------------- |
|    | Italia (bandiera)     | A     | Riccardo Improta       |
|    | Italia (bandiera)     | A     | Umberto Improta (I)    |
|    | Italia (bandiera)     | D     | Carlo Mammarella       |
|    | Italia (bandiera)     | C     | Augusto Marfisi        |
|    | Italia (bandiera)     | A     | Daniele Morante        |
|    | Italia (bandiera)     | D     | Tommaso Romito         |
|    | Brasile (bandiera)    | C     | Luís Gabriel Sacilotto |
|    | Francia (bandiera)    | D     | Sofian Saidi           |
|    | Ungheria (bandiera)   | A     | Zsolt Tamási           |
|    | Italia (bandiera)     | A     | Alessandro Tarquini    |
|    | Italia (bandiera)     | A     | Mario Titone           |
|    | Italia (bandiera)     | A     | Manuel Turchi          |
|    | Italia (bandiera)     | D     | Gaetano Vastola        |
|    | Italia (bandiera)     | C     | Alessandro Volpe       |
|    | Uzbekistan (bandiera) | A     | Ilyos Zeytullayev      |